# CYVOX
CYVOX é uma coletânea de músicas de Hironobu Kageyama lançada em 21 de abril de 1995 pela Columbia Records. Foi acompanhada de um álbum ao vivo com título de Power Live'95 CYVOX lançado cinco meses depois também em vídeo (embora o vídeo não tenha todas as músicas do CD).  Há músicas gravadas por Kageyama para animes e tokusatsu.

## Produção
O disco têm participações de LISA-CHANG, YUKA, Ammy e Mitsuko Horie, esta última cantando uma música composta para Os Cavaleiros do Zodíaco.
Este é o primeiro álbum do artista com a música "Hikari no Kodomo", que foi escrita para crianças vítimas de um terremoto.
A banda BROADWAY tocou os instrumentos do álbum. O time de compositores contou com Gouji Tsuno, Hiroaki Matsuzawa, Chiho Kiyooka, Keiju Ishikawa, BANANA ICE, Yasuo Kosugi, Makoto Nagai, Takeshi Ike, e Kenichi Sudo. E os responsáveis pelas letras foram Tsuno, Reo Rinozuka, Kazunori Sonobe, Dai Sato, Yukinojo Mori, Ami Shibata e Natsumi Tadano.

## Recepção
O site Makkutsu elogiou a capa do álbum, dizendo que "tem impacto". Também elogiou a música "Hikari no Kodomo".

## Legado
Neste álbum, foi inclusa a música "WE ARE REYSOL", lançada um ano antes apenas como single, que se tornou o hino oficial do time Kashiwa Reysol.

## Faixas
| N.º            | Título                                                                     | Letras          | Música            | Arranjo            | Duração |  |
| 1.             | "Hikari no Kodomo"                                                         | Gouji Tsuno     | G. Tsuno          | G. Tsuno           | 5:46    |  |
| 2.             | "Kishin Douji Zenki" (de Zenki)                                            | Reo Rinozuka    | G. Tsuno          | G. Tsuno           | 4:14    |  |
| 3.             | "Casshan ~Kaze no Bohyou~ CYVOX VERSION" (de Casshan)                      | Kazunori Sonobe | Hiroaki Matsuzawa | G. Tsuno           | 4:42    |  |
| 4.             | "Marugoto" (com Ammy, de Dragon Ball Z)                                    | Dai Sato        | Chiho Kiyooka     | Kenji Yamamoto     | 4:04    |  |
| 5.             | "WE GOTTA POWER" (de Dragon Ball Z)                                        | Yukinojo Mori   | Keiju Ishikawa    | K. Ishikawa        | 3:57    |  |
| 6.             | "STAND ALONE ~Karehateta Kokoro ni~" (de Casshan)                          | K. Sonobe       | G. Tsuno          | G. Tsuno           | 5:08    |  |
| 7.             | "Aoi Kaze no HOPE" (de Dragon Ball Z)                                      | D. Sato         | C. Kiyooka        | K. Yamamoto        | 3:43    |  |
| 8.             | "Do! Challenge" (de Fushigi Challenge)                                     | Akari Kurosaki  | BANANA ICE        | BANANA ICE         | 4:38    |  |
| 9.             | "Manatsu no Hero ~Shintaro no Theme~" (de Nangoku Shounen Papuwa-kun)      | Ami Shibata     | Yasuo Kosugi      | Nobuhiko Kashiwara | 4:10    |  |
| 10.            | "WE ARE REYSOL" (hino do Kashiwa Reysol)                                   | R. Rinozuka     | Makoto Nagai      | M. Nagai           | 4:39    |  |
| 11.            | "Burning Fight –Nessen, Ressen, Chougekisen–" (com YUKA, de Dragon Ball Z) | D. Sato         | C. Kiyooka        | K. Yamamoto        | 3:18    |  |
| 12.            | "Bokutachi wa Tenshi datta" (de Dragon Ball Z)                             | Y. Mori         | Takeshi Ike       | Osamu Totsuka      | 3:50    |  |
| 13.            | "TIME ~2036 no Sentaku~" (com Mitsuko Horie, de Os Cavaleiros do Zodíaco)  | Natsumi Tadano  | Kenichi Sudo      | BROADWAY           | 4:56    |  |
| 14.            | "Zutto Kono mama" (com LISA-CHANG)                                         | G. Tsuno        | G. Tsuno          | G. Tsuno           | 5:11    |  |
| Duração total: | Duração total:                                                             | Duração total:  | Duração total:    | Duração total:     | 62:16   |  |